# Friedrich Kleist von Nollendorf
Pour les articles homonymes, voir Kleist.
Friedrich Emil Ferdinand Heinrich von Kleist, à partir de 1814, comte Kleist von Nollendorf (né le 9 avril 1762 à Berlin et mort le 17 février 1823 dans la même ville), est un maréchal prussien. En 1806, il est adjudant général du roi Frédéric-Guillaume III à la bataille d'Iéna, tandis que l'adjudant général du commandant en chef, duc de Brunswick, est le colonel Friedrich Wilhelm von Kleist.

## Biographie

### Origine
Friedrich est le fils du conseiller privé et doyen de la cathédrale de Brandebourg Friedrich Konrad Dietrich Adrian von Kleist (1726-1808) et de son épouse Luise Juliane Charlotte née von Schwerin (de) (1736-1779), fille du lieutenant général prussien Reimar Julius von Schwerin (de).

### Carrière militaire

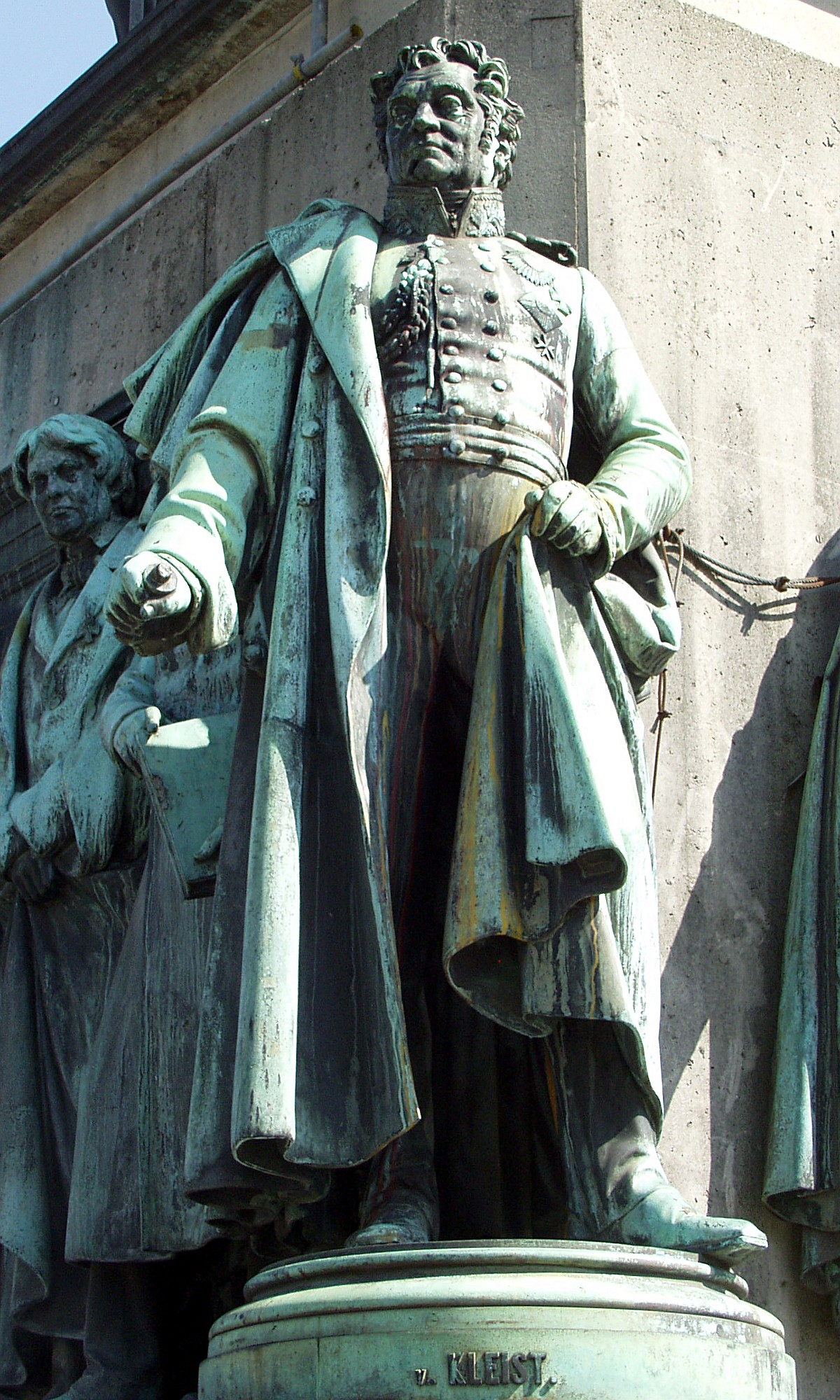
Le comte Kleist von Nollendorf à la base du monument de Cologne au roi Frédéric-Guillaume III.

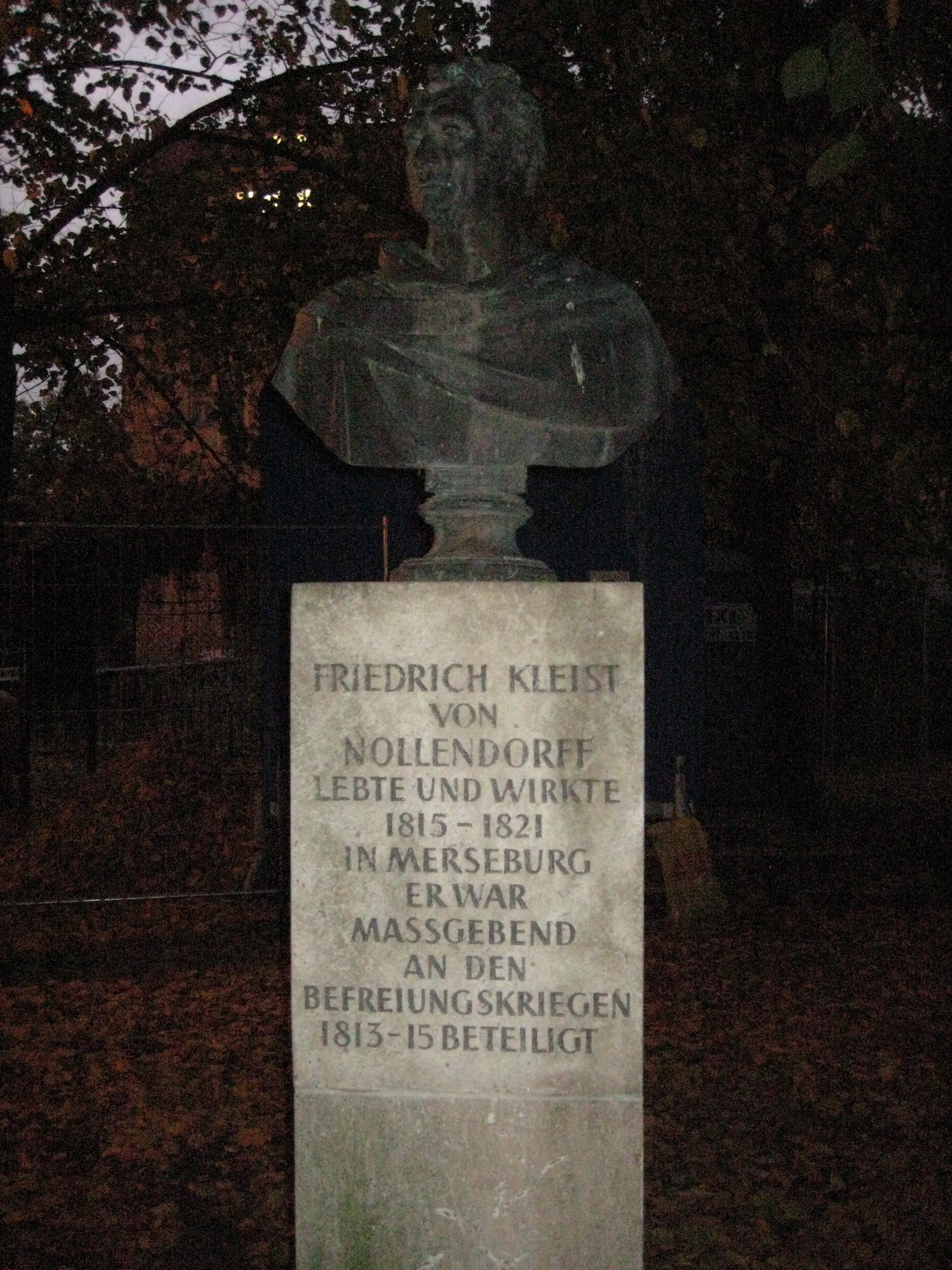
Buste de Friedrich Kleist von Nollendorff dans les jardins du

En 1774, Kleist devient page à la cour du prince Henri de Prusse et, le 2 juillet 1778, il est engagé comme enseigne dans le 46e régiment d'infanterie "von Lettow (de)", avec lequel il participe à la guerre de Succession de Bavière. Kleist est ensuite nommé adjudant du maréchal von Möllendorf et en 1790 comme lieutenant d'intendance dans l'état-major général, dans lequel il combat en tant que capitaine dans la guerre de la première coalition contre la France. Il participe aux batailles d'Oberursel, Ottange, Francfort-sur-le-Main, Hochheim, Alsheim, Deux-Ponts et Kaiserslautern. Pour ses services, Kleist a reçu le 4 décembre 1792 l'ordre Pour le Mérite.
Après avoir commandé pendant quelques années un bataillon de grenadiers du 13e régiment d'infanterie "von Arnim", il est adjudant général du roi entre 1803 et 1807. À la fin de 1808, il reçoit le commandement de la brigade de Basse-Silésie à Francfort-sur-l'Oder en tant que général de division et en 1809 le commandement de Berlin.
Dans la guerre contre la Russie en 1812, Kleist commande l'infanterie du corps auxiliaire prussien sous les ordres de Ludwig Yorck von Wartenburg, et au début de la campagne d'Allemagne en 1813, il est lieutenant général dans un corps prussien-russe, avec lequel il s'engage avec succès dans la nuit du 17 avril dans une tentative de surprendre les Français à Wittemberg. Lorsque l'armée des troupes de la coalition traverse l'Elbe près de Dresde, Kleist occupe le passage de la Saale près de Halle. Il tient bon jusqu'au 28 avril, mais s'est retiré le jour suivant en passant par Schkeuditz le lendemain. À Bautzen, le 20 mai, il défend le passage de la Sprée à Burk avec de petites forces suffisamment longtemps pour que Miloradowitsch puisse évacuer Bautzen sans pertes. En tant que plénipotentiaire prussien, il conclut ensuite l'armistice de Pläswitz le 4 juin.
Après son expiration, Kleist commande le 2e corps d'armée prussien, qui rejoint la principale armée de coalition en Bohême. Dans la bataille de Dresde, il dirige la deuxième colonne d'attaque. Lors de la retraite, il marche sur la crête des montagnes jusqu'à Nollendorf (cs) dans le dos de Vandamme, et le 30 août, il décida de la bataille de Kulm par son attaque. Pour ses services dans la bataille de Kulm et Nollendorf, il est élevé par le roi de Prusse au rang héréditaire de comte avec l'épithète "von Nollendorf" le 3 juin 1814.
Lors de la bataille de Leipzig, il combat avec succès dans l'aile gauche de la grande armée près de Markkleeberg, puis il bloque la ville d'Erfurt avec sa citadelle de Petersberg avec le 2e corps d'armée prussien et suit plus tard l'armée en France, où il combat sous les ordres de Blücher à Étoges le 14 février 1814. La victoire à Laon est notamment obtenue par sa décision et celle de Yorck de commencer l'attaque dans la soirée. Avant Paris, Kleist participe à la bataille de Villette . Le roi le nomme général de l'infanterie en 1814.
Après la paix, Kleist reçoit le commandement général de la province de Saxe à Mersebourg . En guise de dotation, il reçoit le domaine de Stötterlingenburg près d'Halberstadt . En 1821, à son départ, il est nommé maréchal général. Ensuite, il se retire dans ses domaines, dont Wülperode.

### Honneurs
Kleist est chevalier de la Légion d'honneur française, chevalier d'honneur de l'ordre de Saint-Jean, titulaire de l'ordre de l'Aigle rouge de première classe et de la Grand-Croix de la Croix de fer (pour Leipzig) ainsi que de l'ordre de Saint Vladimir de 2e classe. Pour l'issue victorieuse de la bataille de Kulm, Kleist devient chevalier de l'ordre de l'Aigle noir le 30 septembre 1813.
Il est promu au rang de maréchal, deux ans avant sa mort.
Le 6e régiment de grenadiers "comte Kleist von Nollendorf" porte son nom comme mémoire permanente jusqu'à sa dissolution à la fin de 1918. Nollendorfplatz et Kleiststrasse (it) à Berlin sont nommés en son honneur.
Le 7 juin 1821, la ville de Mersebourg en fait son premier citoyen d'honneur .

### Famille
Kleist épouse Hermine Caroline Charlotte von Retzow (1767-1838) à Berlin en 1787. Elle est la fille du conseiller de chevalerie Wilhelm Leopold von Retzow (1729-1803) et de son épouse Henriette Christine Friederike, née von Thiele, et est la petite-fille du général Wolf Friedrich von Retzow. Le couple a deux fils et une fille. L'un des fils est mort jeune, l'autre fils Hermann (de) (1804-1870) est administrateur de l'arrondissement d'Halberstadt (de) et est marié avec Henriette von Gustedt (née en 1809). La fille Hermine Henriette Hélène Léopoldine (1785-1840) épouse le lieutenant-colonel Timon Viktor Baron von Laviere.